# Gauffins dubbelblandning

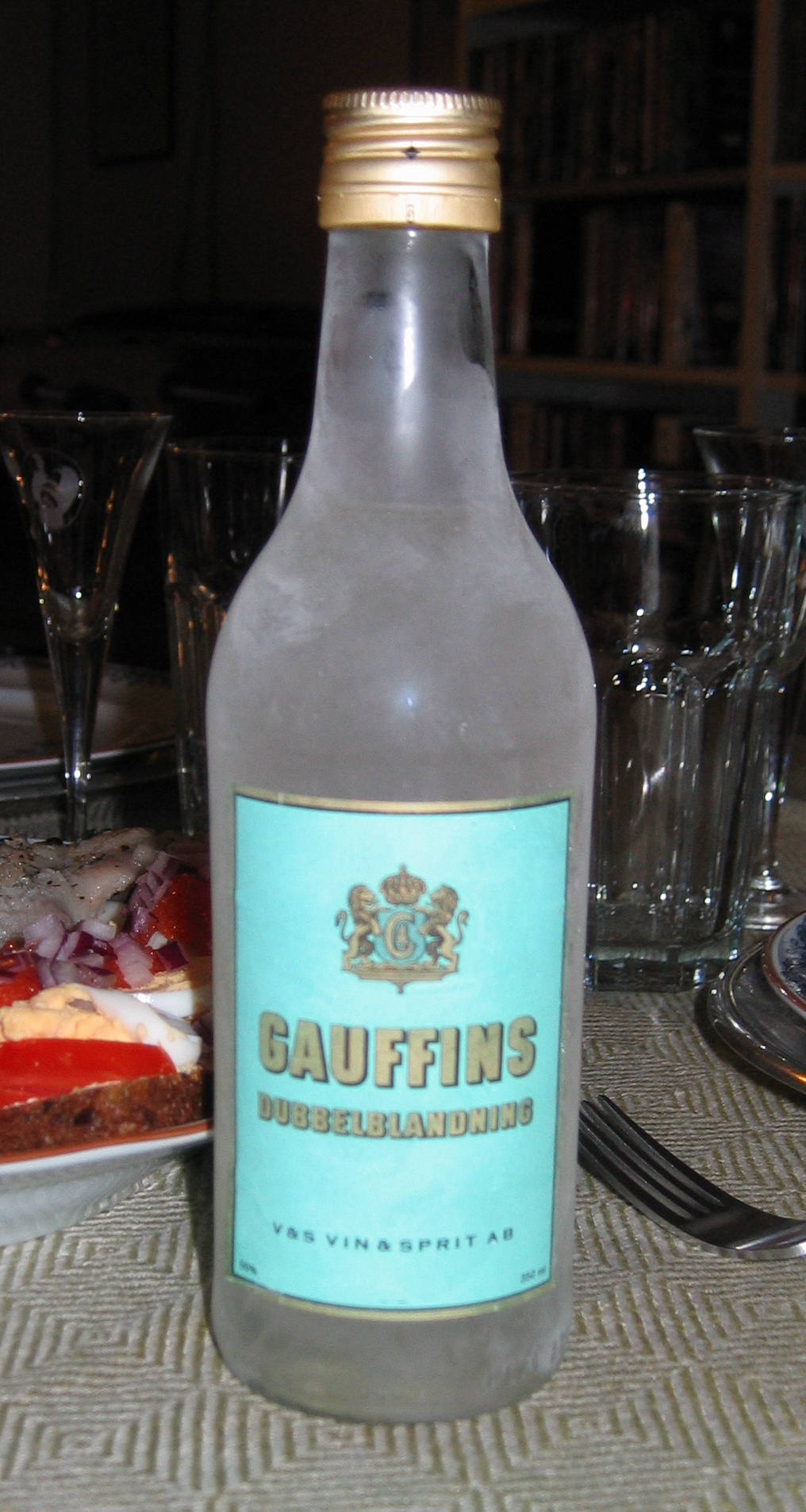
En frostnupen flaska Gauffins dubbelblandning.

Gauffins dubbelblandning (uttal [gɔˈfɛŋs] Gåfängs) var en svensk akvavit saluförd av Systembolaget från 1920 till 1997. 
Gauffins dubbelblandning var uppkallad efter kryddningens skapare, apotekaren Gustaf Reinhold Gauffin (1799–1890) i Kristianstad. Den kryddades med anis och kummin och utmärkte sig därutöver för sin ovanligt höga alkoholstyrka (50 volymprocent) och dess mycket höga sockerhalt (225 gram socker per liter). Den sistnämnda ledde till att produktionen av Gauffins under enstaka kristider låg nere på grund av sockerbrist samt att denna akvavit, inom EU, kom att klassas som likör.
Gauffins dubbelblandning såldes först av Kristianstads spritförsäljningsaktiebolag och senare av AB Vin- & Spritcentralen. Märket togs ur sortimentet den 1 januari 1998.